# Barthélemy Vieillevoye
Joseph Barthélemy Vieillevoye (Verviers, 5 februari 1798 – Luik, 30 juli 1855) was een schilder en academiedirecteur uit de Zuidelijke Nederlanden.

## Leven en werk
Vieillevoye werd geboren in Verviers als zoon van Barthelemi Joseph Vieillevoye en Marie Diedonnée Colare. Hij was een leerling van Mattheus Ignatius van Bree aan de Antwerpse academie. Hij was vooral portretschilder, maar maakte ook genre- en historiestukken. Hij en woonde en werkte in Parijs, Antwerpen en Verviers. In 1836 werd Vieillevoye de eerste directeur van de academie in Luik, die het jaar daarvoor was opgericht. Hij functioneerde daarnaast als conservator van het Luiks museum. Koning Leopold I benoemde hem tot Ridder in de Leopoldsorde.
Vieillevoye overleed op 57-jarige leeftijd. In Luik werd het Place Barthélemy Vieillevoye naar hem vernoemd.

## Werken (selectie)

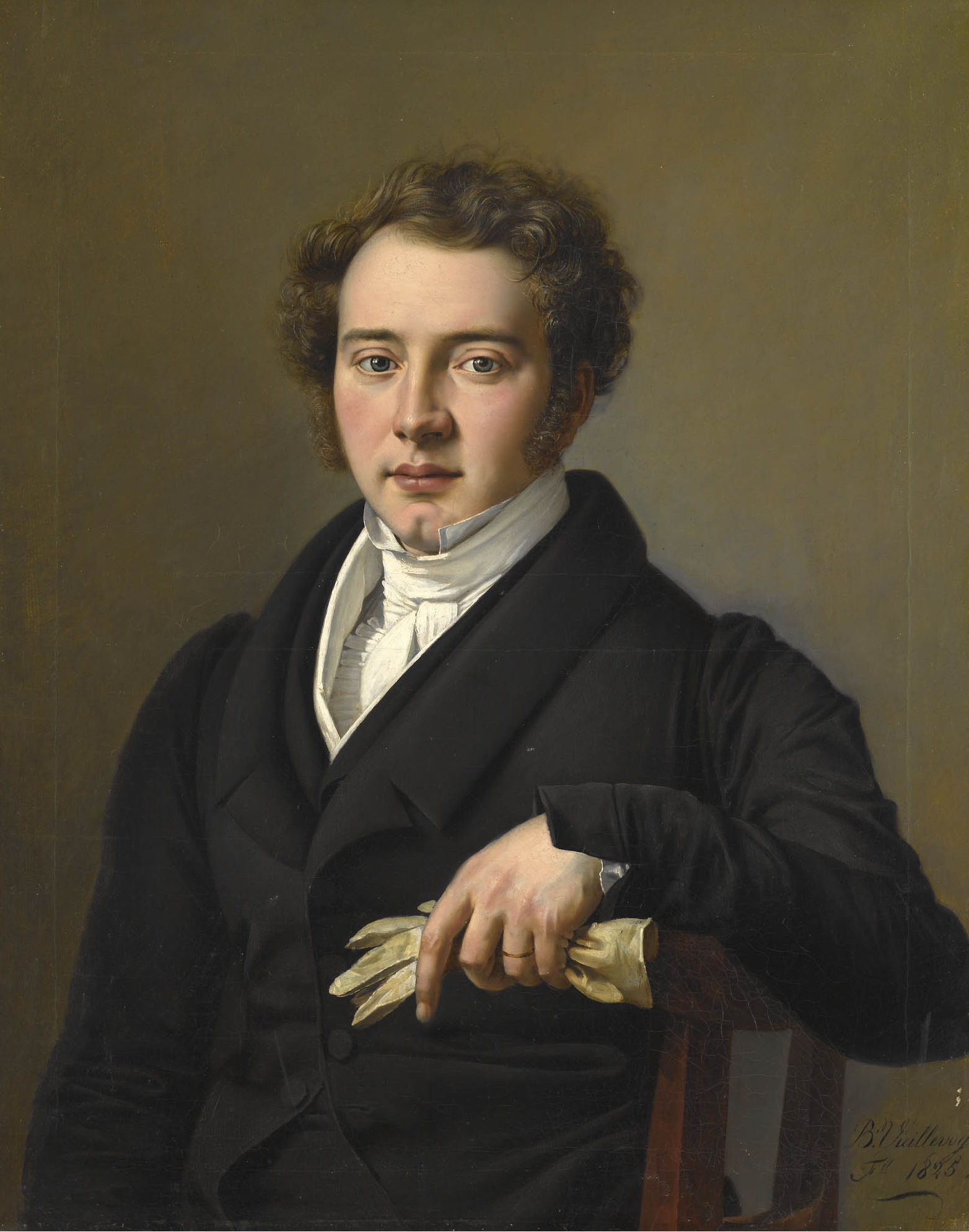
Portret van een jongeman (1825)
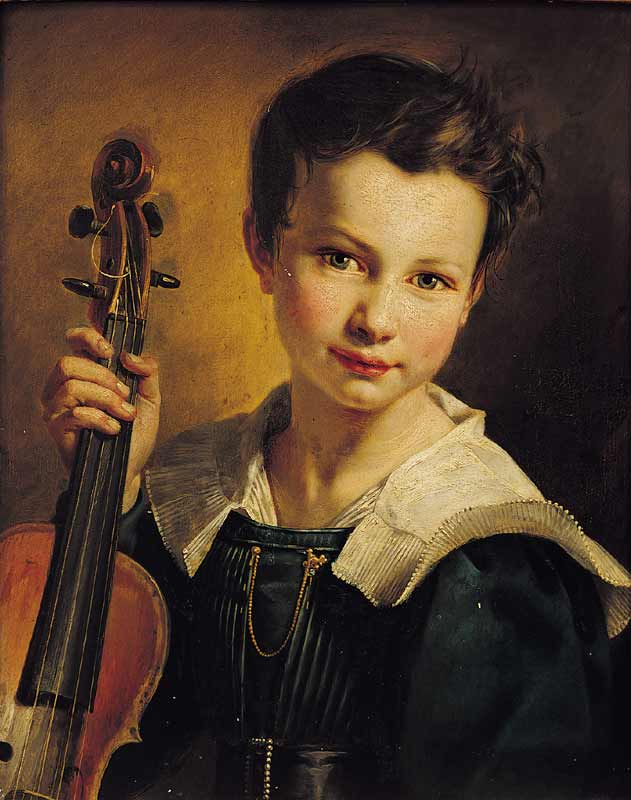
Portret van Henri Vieuxtemps (1828)
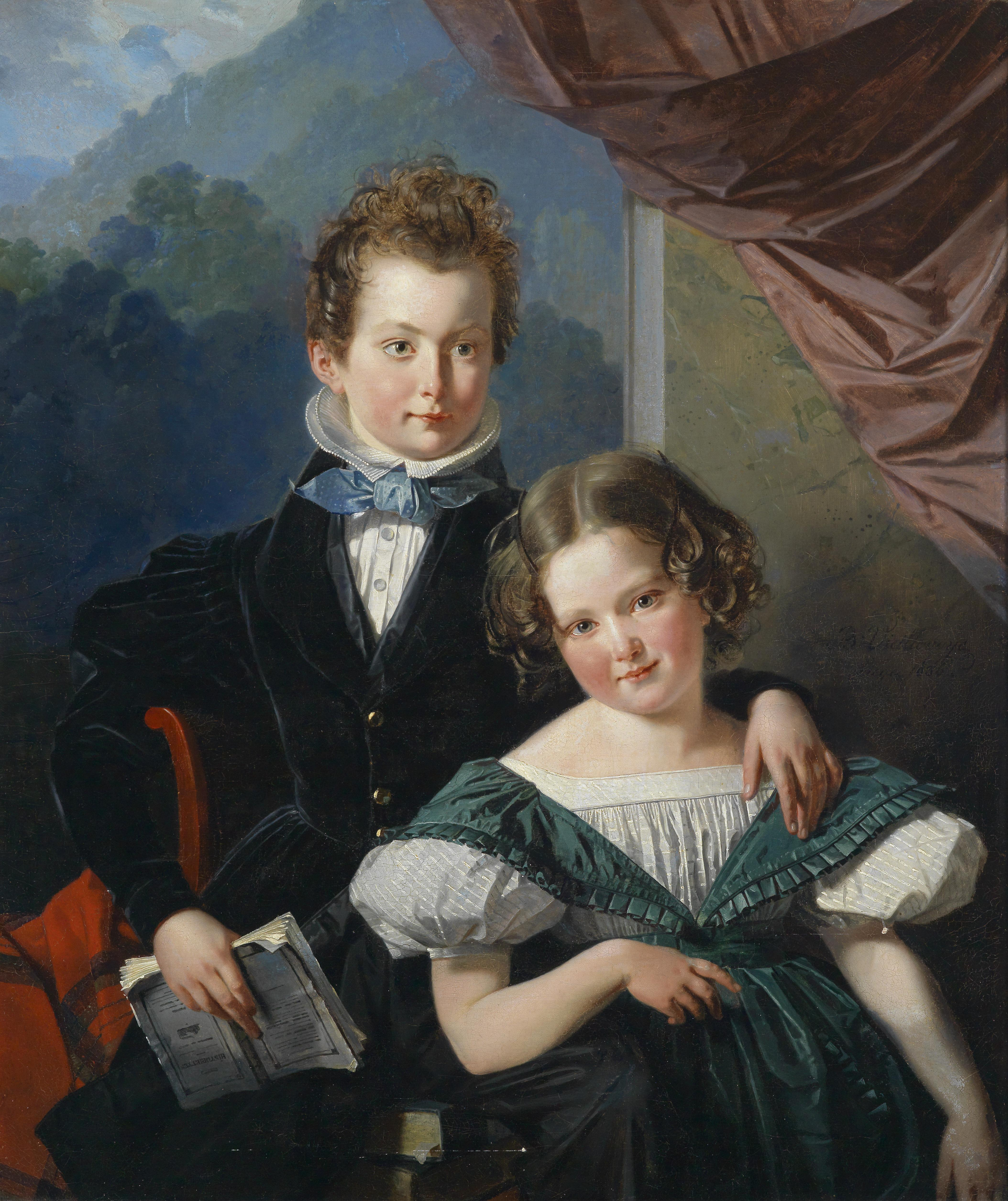
Twee kinderen van de familie De Thier (1836)
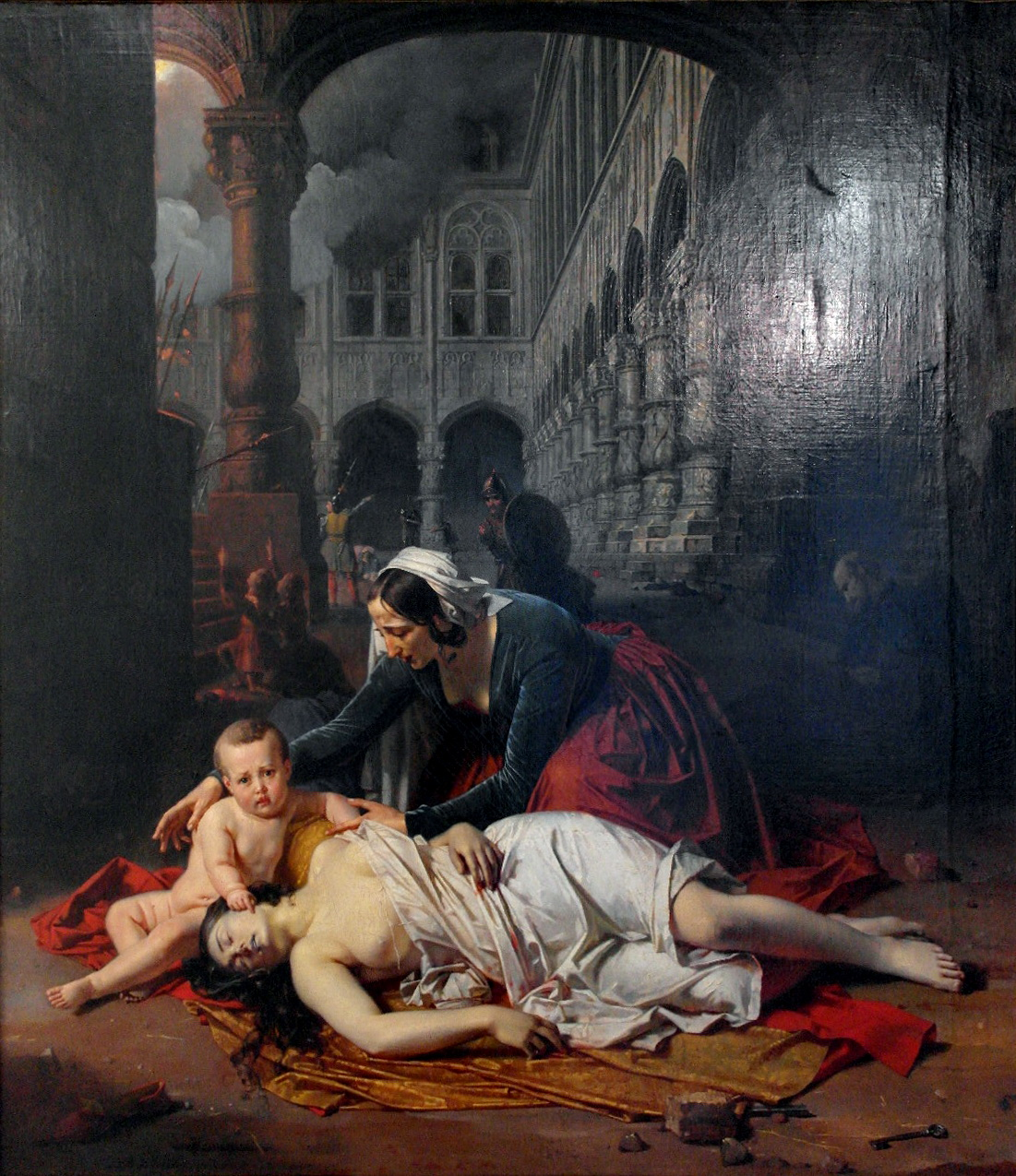
De inneming van Luik in 1468 (1842)

- RKD-Nederlands Instituut voor Kunstgeschiedenis: 80914
- Union List of Artist Names: 500095081
- Virtual International Authority File: 96379750